# バンダイナムコライブTV
バンダイナムコライブTV（バンダイナムコライブティービィー、BANDAI NAMCO LIVE TV）は、バンダイナムコ、サンライズ、ランティスが運営するインターネットテレビ。

## 概要
おもちゃ、ゲーム、音楽、アニメ、遊びなど、バンダイナムコグループの最新エンターテインメント情報を日替わりでライブ（生）配信するエンタメ情報チャンネル。
2012年7月20日にみんなでストリームγ版に変更された。

## 番組
月曜日
- 21:00 - バンプレマンデー、ナムコマンデー（最終月曜日）
MC：梶田ガクシ、奏さやか

火曜日
- 21:00 - Lantisの!アニソンTuesday!!（2012年度は「LantisのアニソンTune♪」に改題し水曜放送、2013年3月終了）
MC：白石稔、麻生夏子（隔週）、佐咲紗花（隔週）

水曜日
- 21:00 - ゲームWednesday
MC：古川小百合、がっつきたいか

木曜日
- 21:00 - アイテムThursday
MC：大輪教授、小日向えり

金曜日
- 21:00 - アニメびぃ〜と
MC：古島清孝、荒川美穂

土曜日·日曜日
- 16:00 - Weekend Special（再放送）

2012年1月までは、11時からであった。